# جون بي. إيمرسون
جون بي. إيمرسون (بالإنجليزية: John B. Emerson)‏ هو دبلوماسي ومحامي ومحامي أمريكي، ولد في 11 يناير 1954 في شيكاغو في الولايات المتحدة.

## وصلات خارجية
- جون بي. إيمرسون على موقع مونزينجر (الألمانية)